# Cyclogomphus ypsilon
Cyclogomphus ypsilon är en trollsländeart som först beskrevs av Selys 1854.  Cyclogomphus ypsilon ingår i släktet Cyclogomphus och familjen flodtrollsländor. Inga underarter finns listade i Catalogue of Life.